# Kopiec Kościuszki w Połańcu
Kopiec Tadeusza Kościuszki w Połańcu – kopiec usypany w 1917 roku w Połańcu w setną rocznicę śmierci Tadeusza Kościuszki. Na jednym z kamieni upamiętniających to wydarzenie  umieszczono tablicę z napisem:

Tu 7.V.1794 r. w obecności Tadeusza Kościuszki i wojska ogłoszono wszem i wobec Uniwersał połaniecki, że odtąd chłopi są pod opieką prawa, że są wolni itd... Odtąd miejsce to stało się kultem i symbolem dążeń społecznych i narodowych w Polsce

W miejscu kopca Tadeusz Kościuszko, 7 maja 1794, wydał w Połańcu Uniwersał połaniecki, w którym na podstawie konstytucyjnego zapisu o opiece państwa nad stanem chłopskim, zniósł poddaństwo osobiste. Uznał prawa chłopów do ziemi, zmniejszył ciężary pańszczyźniane oraz bronił chłopów przed samowolą dziedziców. 

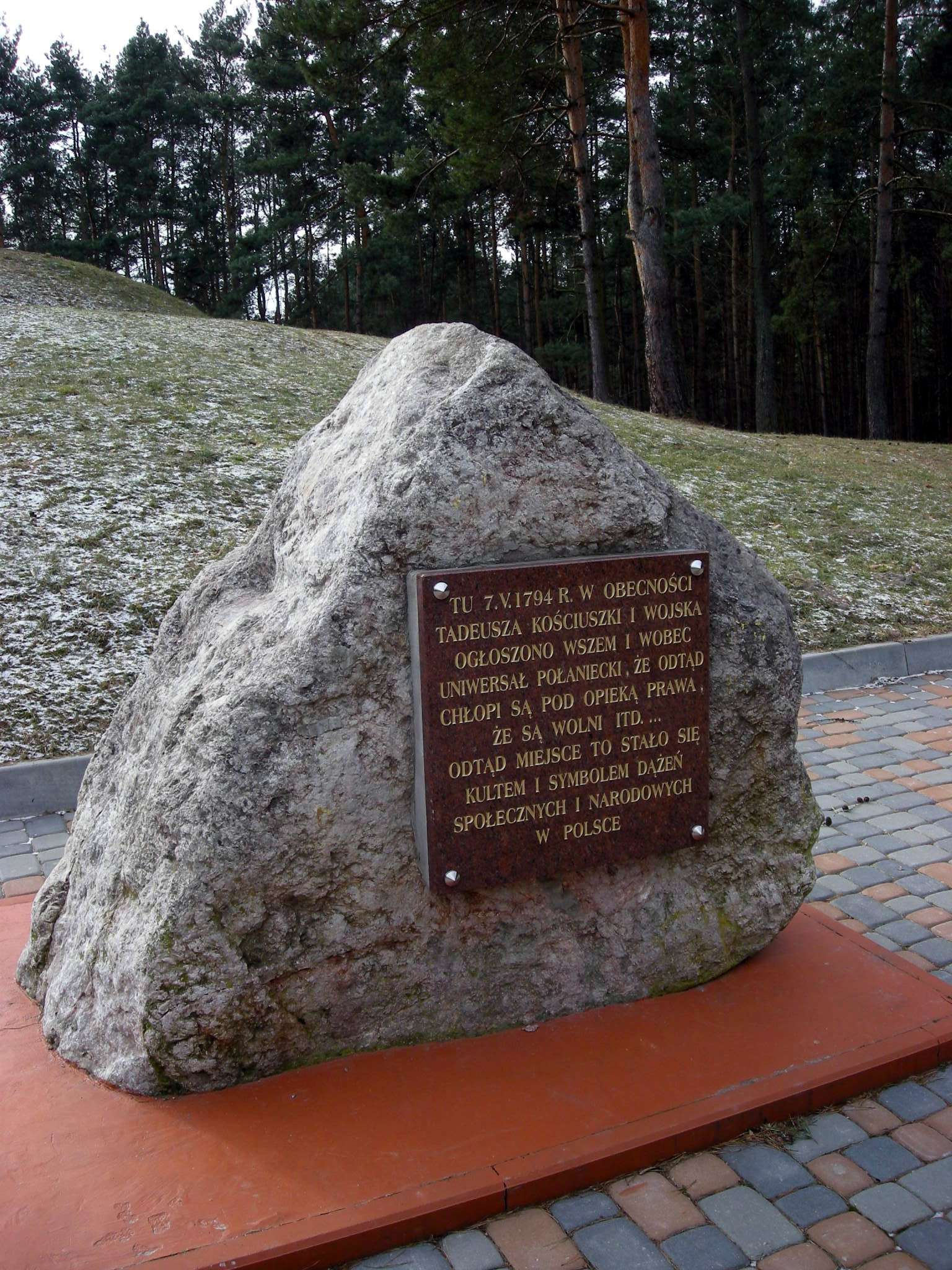
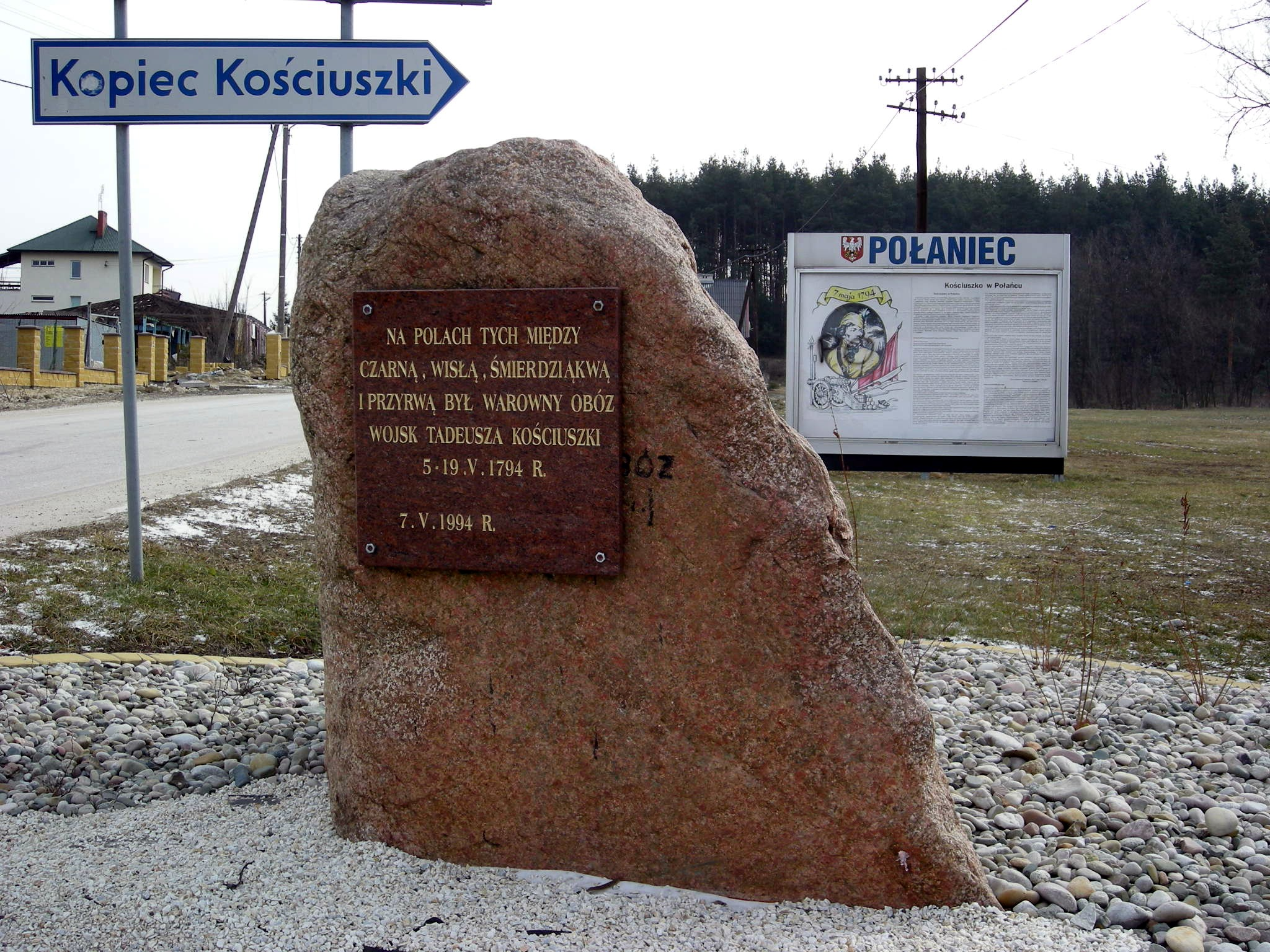